# Carta Batimétrica General de los Océanos

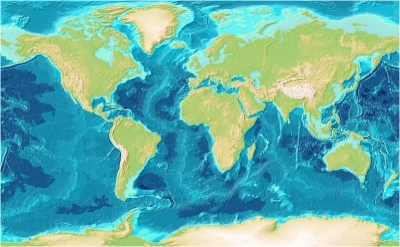
Una carta batimétrica mundial de GEBCO.

La Carta Batimétrica General de los Océanos (en inglés: General Bathymetric Chart of the Oceans, también conocida por el sigloide GEBCO) es una organización internacional sin fines de lucro, que opera bajo el auspicio de la Comisión Oceanográfica Intergubernamental (COI) de la UNESCO y la Organización Hidrográfica Internacional (OHI), con el objetivo es unificar y proporcionar batimetría (representaciones gráficas del relieve) de los océanos mundiales, con la misión de que esta sea "la más autorizada disponible para público". GEBCO se define a sí misma alternativamente como un "proyecto". Las actividades de GEBCO tienen como sede central habitual en las oficinas del International Hydrographic Bureau, en Mónaco.

## Historia

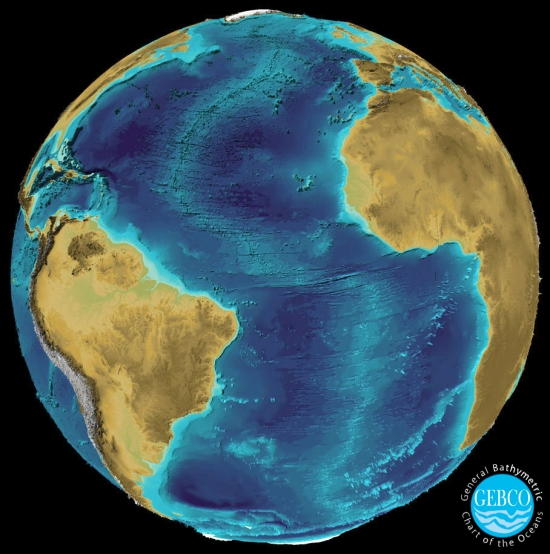
Una representación digital del Atlántico.

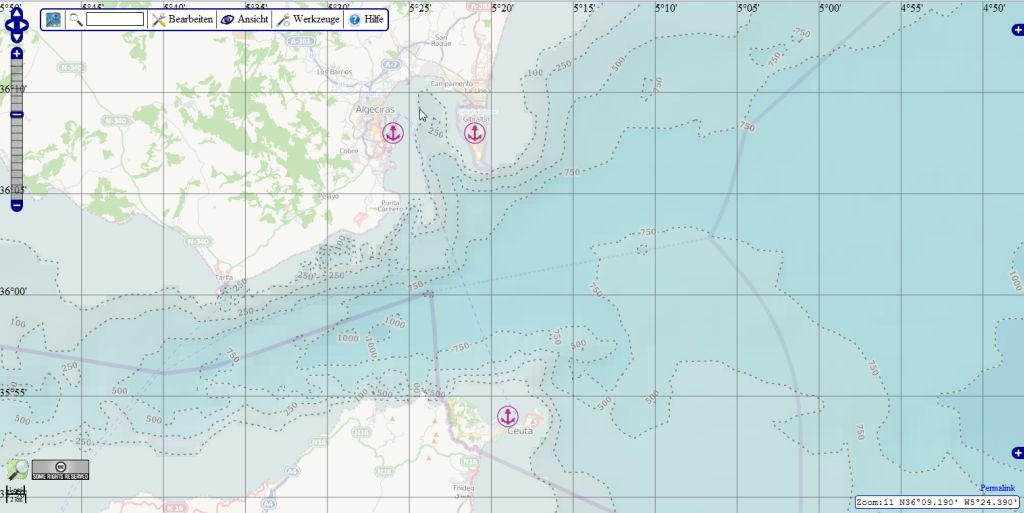
Batimetría del Estrecho de Gibraltar producida en colaboración por GEBCO y OpenSeaMap.

Su historia se inicia el 15 de abril de 1903, cuando se efectuó en Wiesbaden una primera reunión de expertos de diversos países, convocada y financiada por el príncipe Alberto I de Mónaco bajo la asesoría del profesor de la Universidad de Nancy Julien Thoulet. Esta primera reunión se convocó como "Commission de nomenclature sous-oceanique pour une carte générale bathimétrique des océans" (en francés: Comisión de nomenclatura suboceánica para una carta batimétrica general de los océanos). Como resultado, en mayo de 1905 el proyecto publicó la primera edición de su carta mundial divida en 24 mapas, o 23 si se considera que uno de ellos correspondía sólo a una porción de tierra antártica. Desde entonces y hasta el 2003 había lanzado cinco ediciones.

## Organización
Actualmente la COI y la OHI, que lideran un comité conjunto de guía del proyecto, reciben información de sondeo recolectada por buques de investigación o instituciones oceanográficas e hidrográficas locales. GEBCO procesa esta información, junto con datos de altimetría satelital y otras fuentes, para elaborar y chequear la información, que edita como cartas mundiales y regionales, incluyendo un atlas digital. GEBCO también mantiene un Sub-Committee on Undersea Feature Names (SCUFN) encargado de la estandarización y acreditación de la toponimia submarina que van proponiendo descubridores de la comunidad oceanográfica e hidrográfica internacional. El proyecto también mantiene cooperación con la comunidad OpenSeaMap que realiza labores en el área, desarrollando un wikiproyecto de cartografía náutica con software de código abierto.